# Campeonato do Mundo de Polo de 2004
O Campeonato do Mundo de Polo de 2004 foi a sétima edição do maior torneio de polo do mundo, disputado em Chantilly, França, de 9 a 19 de Setembro de 2004. O torneio foi vencido pelo Brasil, que conquistou o seu terceiro título mundial, o segundo consecutivo. Este evento reuniu oito equipes de todo o mundo e teve como sede o Polo Club du Domaine, em Chantilly, França.

## Qualificação
Um total de 8 vagas foram oferecidas para o torneio, o mesmo total que o torneio anterior. A seleção do Brasil, por ser a defensora do título, e a da França, por ser sede do torneio, não participaram dos torneios qualificatórios e qualificaram-se automaticamente.
As seis vagas restantes para o torneio foram definidas através de torneios qualificatórios divididos por zonas.
Cada zona conta com 8 representantes no torneio final, incluindo os previamente qualificados como sede e/ou defensor do título.
|                 | América do Norte e Central                                  | América do Sul                                             | Europa                                                               | África, Ásia e Oceania                             |
| --------------- | ----------------------------------------------------------- | ---------------------------------------------------------- | -------------------------------------------------------------------- | -------------------------------------------------- |
| Sede do torneio | La Romana, Dominicana e Cidade Juarez, México               | Rancagua, Chile                                            | Warwickshire, Inglaterra                                             | Lahore, Paquistão                                  |
| Participantes   | - Canadá - Dominicana - Estados Unidos - Guatemala - México | - Argentina - Chile - Colômbia - Paraguai - Peru - Uruguai | - Alemanha - Espanha - Inglaterra - Irlanda - Itália - Países Baixos | - Austrália - Índia - Irão - Paquistão - Singapura |
| Qualificados    | - México - Estados Unidos                                   | - Chile                                                    | - Inglaterra                                                         | - Austrália - Paquistão                            |

## Campeonato
Qualificadas as 8 equipas, elas foram alocadas em dois grupos com 4 participantes cada. Dentro de cada grupo cada time jogaria uma partida contra os demais do grupo, os dois melhores colocados avançariam à fase semifinal e os terceiros e quartos colocados de cada grupo estariam eliminados.

### Grupo A
| Pos | Equipe     | J | V | D | GP | GC | SG  | Pts | Classificado |
| --- | ---------- | - | - | - | -- | -- | --- | --- | ------------ |
| 1   | Brasil     | 3 | 3 | 0 | 31 | 24 | +7  | 6   | Próxima fase |
| 2   | Inglaterra | 3 | 2 | 1 | 33 | 17 | +16 | 4   | Próxima fase |
| 3   | Paquistão  | 3 | 1 | 2 | 25 | 39 | −14 | 2   |              |
| 4   | México     | 3 | 0 | 3 | 24 | 33 | −9  | 0   |              |

| 9 de setembro       | Paquistão | 13–12 | México | Polo Club du Domaine (Campo 3), Chantilly |
| 14:30 (UTC+2)(CEST) |           |       |        |                                           |

| 9 de setembro       | Inglaterra | 8–9 | Brasil | Polo Club du Domaine (Campo 4), Chantilly |
| 16:30 (UTC+2)(CEST) |            |     |        |                                           |

| 11 de setembro      | Brasil | 13–8 | Paquistão | Polo Club du Domaine (Honneur 1), Chantilly |
| 14:30 (UTC+2)(CEST) |        |      |           |                                             |

| 11 de setembro      | Inglaterra | 11-4 | México | Polo Club du Domaine (Honneur 1), Chantilly |
| 16:30 (UTC+2)(CEST) |            |      |        |                                             |

| 13 de setembro      | Brasil | 9–8 | México | Polo Club du Domaine (PGH 1), Chantilly |
| 14:30 (UTC+2)(CEST) |        |     |        |                                         |

| 13 de setembro      | Inglaterra | 14–4 | Paquistão | Polo Club du Domaine (PGH 1), Chantilly |
| 16:30 (UTC+2)(CEST) |            |      |           |                                         |

### Grupo B
| Pos | Equipe         | J | V | D | GP | GC | SG  | Pts | Classificado |
| --- | -------------- | - | - | - | -- | -- | --- | --- | ------------ |
| 1   | Chile          | 3 | 3 | 0 | 36 | 18 | +18 | 6   | Próxima fase |
| 2   | França (H)     | 3 | 2 | 1 | 24 | 18 | +6  | 4   | Próxima fase |
| 3   | Estados Unidos | 3 | 1 | 2 | 26 | 22 | +4  | 2   |              |
| 4   | Austrália      | 3 | 0 | 3 | 14 | 39 | −25 | 0   |              |

| 10 de setembro      | Estados Unidos | 7-8 | Chile | Polo Club du Domaine (Campo 1), Chantilly |
| 14:30 (UTC+2)(CEST) |                |     |       |                                           |

| 10 de setembro      | França | 11-2 | Austrália | Polo Club du Domaine (Campo 1), Chantilly |
| 16:30 (UTC+2)(CEST) |        |      |           |                                           |

| 12 de setembro      | Estados Unidos | 12-7 | Austrália | Polo Club du Domaine (Honneur 2), Chantilly |
| 14:30 (UTC+2)(CEST) |                |      |           |                                             |

| 12 de setembro      | França | 6-12 | Chile | Polo Club du Domaine (Honneur 2), Chantilly |
| 16:30 (UTC+2)(CEST) |        |      |       |                                             |

| 14 de setembro      | Austrália | 5-16 | Chile | Polo Club du Domaine (PGH 2), Chantilly |
| 14:30 (UTC+2)(CEST) |           |      |       |                                         |

| 14 de setembro      | Estados Unidos | 4-7 | França | Polo Club du Domaine (PGH 2), Chantilly |
| 16:30 (UTC+2)(CEST) |                |     |        |                                         |

## Fase final

### Meias finais
| 17 de setembro      | Brasil | 8-6 | França | Polo Club du Domaine (Honneur 1), Chantilly |
| 14:30 (UTC+2)(CEST) |        |     |        |                                             |

| 17 de setembro      | Chile | 6-7 | Inglaterra | Polo Club du Domaine (Honneur 1), Chantilly |
| 16:30 (UTC+2)(CEST) |       |     |            |                                             |

### Disputa pelo 3º lugar
| 18 de setembro      | Chile | 12-7 | França | Polo Club du Domaine (Honneur 1), Chantilly |
| 14:30 (UTC+2)(CEST) |       |      |        | Público: 6 000                              |

### Final
| 19 de setembro      | Brasil | 10-9 | Inglaterra | Polo Club du Domaine (Honneur 2), Chantilly |
| 17:00 (UTC+2)(CEST) |        |      |            | Público: 8 000                              |

### Chaveamento
|  | Semifinais | Semifinais |   |           | Final          | Final |  |
|  |            |            |   |           |                |       |  |
|  | Chantilly  |            |   |           |                |       |  |
|  | Brasil     | 8          |   |           |                |       |  |
|  | França     | 6          |   |           |                |       |  |
|  |            |            |   |           |                |       |  |
|  |            |            |   |           | Chantilly      |       |  |
|  |            |            |   |           | Brasil         | 10    |  |
|  |            | Inglaterra | 9 |           |                |       |  |
|  |            |            |   |           |                |       |  |
|  |            |            |   |           |                |       |  |
|  |            |            |   |           | Terceiro lugar |       |  |
|  | Chantilly  | Chantilly  |   | Chantilly | Chantilly      |       |  |
|  | Chile      | 6          |   | Chile     | 12             |       |  |
|  | Inglaterra | 7          |   |           | França         | 7     |  |

| VII Campeonato do Mundo de Polo Brasil Terceiro título | Luiz Diniz Junqueira (Handicap 3) Pedro Henrique Ganon (Handicap 3) Calao Mello (Handicap 5) Renato Diniz Junqueira (Handicap 2) |

| Posição | Equipa         |
| ------- | -------------- |
| 2       | Inglaterra     |
| 3       | Chile          |
| 4       | França         |
| 5       | Estados Unidos |
| 6       | Paquistão      |
| 7       | México         |
| 8       | Austrália      |